# Eriachne tenuiculmis
Eriachne tenuiculmis är en gräsart som beskrevs av William Hartley. Eriachne tenuiculmis ingår i släktet Eriachne och familjen gräs. Inga underarter finns listade i Catalogue of Life.